# Limonium sucronicum
Limonium sucronicum är en triftväxtart som beskrevs av Erben. Limonium sucronicum ingår i släktet rispar, och familjen triftväxter. Inga underarter finns listade i Catalogue of Life.